# Nowy pragmatyzm
Nowy pragmatyzm – heterodoksyjna teoria ekonomii o charakterze paradygmatycznym, stworzona przez Grzegorza W. Kołodko jako odpowiedź na współczesne wyzwania cywilizacyjne i przemiany systemów gospodarczych. Opiera się na imperatywie harmonijnego, potrójnie zrównoważonego rozwoju społeczno-gospodarczego.
Nowy pragmatyzm, tworząc nową, multidyscyplinarną perspektywę epistemologiczną analizy zjawisk gospodarczych oraz zawierając nowe, wzbogacone metody oraz narzędzia poznawcze i analityczne, oznacza porzucenie ortodoksji ekonomicznej na rzecz tego, co działa, co może być użyteczną podstawą do rozwiązywania faktycznych problemów społeczno-gospodarczych. Naturalny dla tego podejścia jest eklektyzm poznawczy i metodologiczny.

## Charakterystyka
Nowy pragmatyzm poszukuje kompromisu między polityką gospodarczą państw narodowych a polityką prowadzoną z jednej strony na poziomie regionalnym, a z drugiej globalnym. Wyłaniająca się z nowego pragmatyzmu ekonomia przyszłości tworzy i daje politykom narzędzia zapobiegania „Jeszcze Większym Kryzysom”, jak je określa Kołodko. Ważną regułą rządzącą postulowaną przez niego gospodarką przyszłości powinno być umiarkowanie, czyli świadome dostosowywanie rozmiarów ludzkich, rzeczowych i finansowych strumieni do wymogu zachowania długookresowej dynamicznej równowagi.

Na gruncie normatywnym nowy pragmatyzm wskazuje cele procesów gospodarowania, które powinny być związane z:
- rozwojem zrównoważonym ekonomicznie, czyli w odniesieniu do rynków towarów i kapitału oraz inwestycji i finansów, a także siły roboczej;
- rozwojem zrównoważonym społecznie, czyli w odniesieniu do akceptowanego społecznie, sprawiedliwego i zarazem sprzyjającego akumulacji kapitału podziału dochodów oraz stosownego udziału podstawowych grup ludności w usługach publicznych i dostępie do dóbr publicznych;
- rozwojem zrównoważonym ekologicznie i przestrzennie, czyli w odniesieniu do zachowania odpowiednich relacji między działalnością gospodarczą człowieka i naturą zarówno bieżąco, jak i w ujęciu perspektywicznym;

W ramach nowego pragmatyzmu ekonomia ujmowana jest jako nauka:
- opisowa, wyjaśniająca i wartościująca zarazem – opis jest punktem wyjścia i w immanentny sposób prowadzi do ujęcia normatywnego (postulatywnego), a więc wartościującego;
- kontekstualna – analizy i syntezy nie są prowadzone w oderwaniu od rzeczywistości, w modelach „czystej” ekonomii, ale w odniesieniu do konkretnych, dynamicznych i zmiennych złożonych okoliczności, uwarunkowań, ograniczeń i możliwości;
- kompleksowa – łączy wątki analizy i syntezy różnych szkół ekonomicznych – od ekonomii behawioralnej do ekonomii politycznej, a także mikroekonomię z makroekonomią i ekonomią globalną;
- multidyscyplinarna – w analizie rzeczywistości gospodarczej uwzględniane są ustalenia oraz metody innych dyscyplin nauk społecznych, przede wszystkim historii, geografii, filozofii, socjologii, psychologii, prawa oraz antropologii;
- komparatywna – porównywanie rzeczywistości zarówno gospodarczej, jak i kulturowej, geograficznej i politycznej traktowane jest jako podstawowa metoda badawcza.

Nowy pragmatyzm uznaje globalizację – historyczny i spontaniczny proces liberalizacji i integracji różnych rynków w jeden powiązany i wewnętrznie sprzężony układ ogólnoświatowy – za zjawisko nieodwracalne. Stąd zasadniczym problemem ekonomicznym współczesności staje się skuteczna koordynacja polityki gospodarczej i strategii rozwojowych na szczeblu narodowym i globalnym oraz przebudowa struktury instytucjonalnej gospodarki światowej.